# Hans Jacob Brun
 Ikke at forveksle med Hans-Jakob Brun.
Hans Jacob Brun (1661 i Norge – 1739 på Bjertnæsgård i Værdalen) var en dansk-norsk officer.

## Karriere i udenlandsk tjeneste og under Den Store Nordiske Krig
Han blev født i Norge og var en søn af oberstløjtnant Peder Brun. Moderen hed Lisbet Worm. Han tjente sig op fra underofficer og var 1686 fændrik i Marineregimentet. Han blev sekondløjtnant 1689 og begav sig i det følgende år til udlandet for i fremmede hære at søge krigserfaring. Han fulgte som volontør en tid lang den franske hær i Flandern, hvorfra han meget hyppig sendte beretninger hjem, og deltog 1693 i belejringen af Huy og i slaget ved Neerwinden, rimeligvis ved det af Christian Gyldenløve kommanderede regiment Royal Danois. Året efter blev han kaptajnløjtnant med kaptajns karakter ved brigader Hans Ernst von Tritzschler regiment i Norge. Det var et hurtigt avancement, men alt vidner også om, at Brun var særdeles anset.
Han blev således udset til at ledsage generalløjtnant Christian Gyldenløve på dennes omfattende inspektionsrejse i Norge 1695; men desuagtet gik det yderst langsomt med Bruns senere forfremmelser. Efter at have været kompagnichef ved forskellige afdelinger blev han først major 1705 ved Viborgske nationale Regiment og tog med dette del i krigen i Skåne. 1709 blev Brun kommandant på fæstningen Frederikssten og året efter oberstløjtnant. Det var en i disse krigens tider meget betroet post, og han fik snart rig lejlighed til at lægge for dagen, at han var den voksen. Det var vel ikke mindst sine anerkendte kundskaber i fortifikationen, som han skyldte sin nye stilling, og han lod da også straks fæstningens værker sætte i en sådan stand, at den stod kampberedt, da Carl XII rettede sine angreb imod den, og ham tilkommer upåtvivlelig den største ære for Frederikshalds og dens fæstnings berømmelige forsvar 1716. Den iver, tapperhed og glimrende uegennyttighed, som borgerne med brødrene Colbiørnsen i spidsen lagde for dagen, er velbekendt, og hver for sig tilkommer der soldater og borgere en største berømmelse, men Brun var som kommandant forsvarets ledende tanke, og de andres bedrifter udførtes som oftest på hans initiativ. Hans stilling til borgernes frivillige korps forårsagede imidlertid kort efter uenighed og chikaner. Borgerne indgav en klage over Brun, der var en streng militær, og søgte i denne at berøve ham det gode navn, han havde indlagt sig under belejringen. Der kan vel næppe være nogen tvivl om, at borgerne og især Peder Colbiørnsen ved denne lejlighed begik store fejl og lod sig henrive til en optræden, som den i den anledning nedsatte undersøgelseskommission også fuldstændig misbilligede. Kongen befalede sagen hævet.

## Senere karriere
Men forinden var Brun 1717 blevet udnævnt til oberst og afgik efter eget ønske som kommandant 1718, da det spændte forhold til borgerne var ham ubehageligt, og fik samtidig ordre til at oprette et regiment i Akershus Stift. Dette regiment fik under hans navn og kommando garnison i Frederiksstad, hvor han tillige blev vicekommandant under generalmajor Ove Vind. Det var ham på denne tid en stor skuffelse, at han ikke kom til at deltage i de norskes indfald i Sverige 1719, da han derved blev udelukket fra at udmærke sig. Da hans regiment blev reduceret, blev han 1720 chef for 1. Trondhjemske nationale Regiment, der havde garnison i Trondhjem. 1731 blev han brigader og 1733 generalmajor, men tog først sin afsked 1736, da han var ca. 75 år gammel. Han døde 1739 på Bjertnæsgård i Værdalen, hvor han som oftest boede.
Han var 1714 blevet gift med Mette Sophie Pultz (født 22. juli 1697), en datter af oberstløjtnant Henrik Christopher Pultz og Bolette Hovenbech; hun ægtede senere etatsråd Johannes Christensen til Tersløsegård og Bonderup på Sjælland.